# Cuatrienal de Roma
Se denomina Cuatrienal de Roma a la exposición periódica organizada por la Fundación Quadriennale de Roma. La fundación tiene la tarea de promover el arte contemporáneo en Italia y su nombre deriva de la cadencia con la cual se ejerce para mandato institucional la exposición periódica. Tiene sede en Roma en el complejo monumental de Villa Carpegna, palacio renacentista. La 1.ª exposición cuatrienal tuvo lugar en 1931.

## Jurisdicción
Del punto de vista jurídico, la Quadriennale es hoy una Fundación participada por el Departamento de Bienes y Actividades Culturales de la Región del Lacio y de Roma Capitale.

## Historia

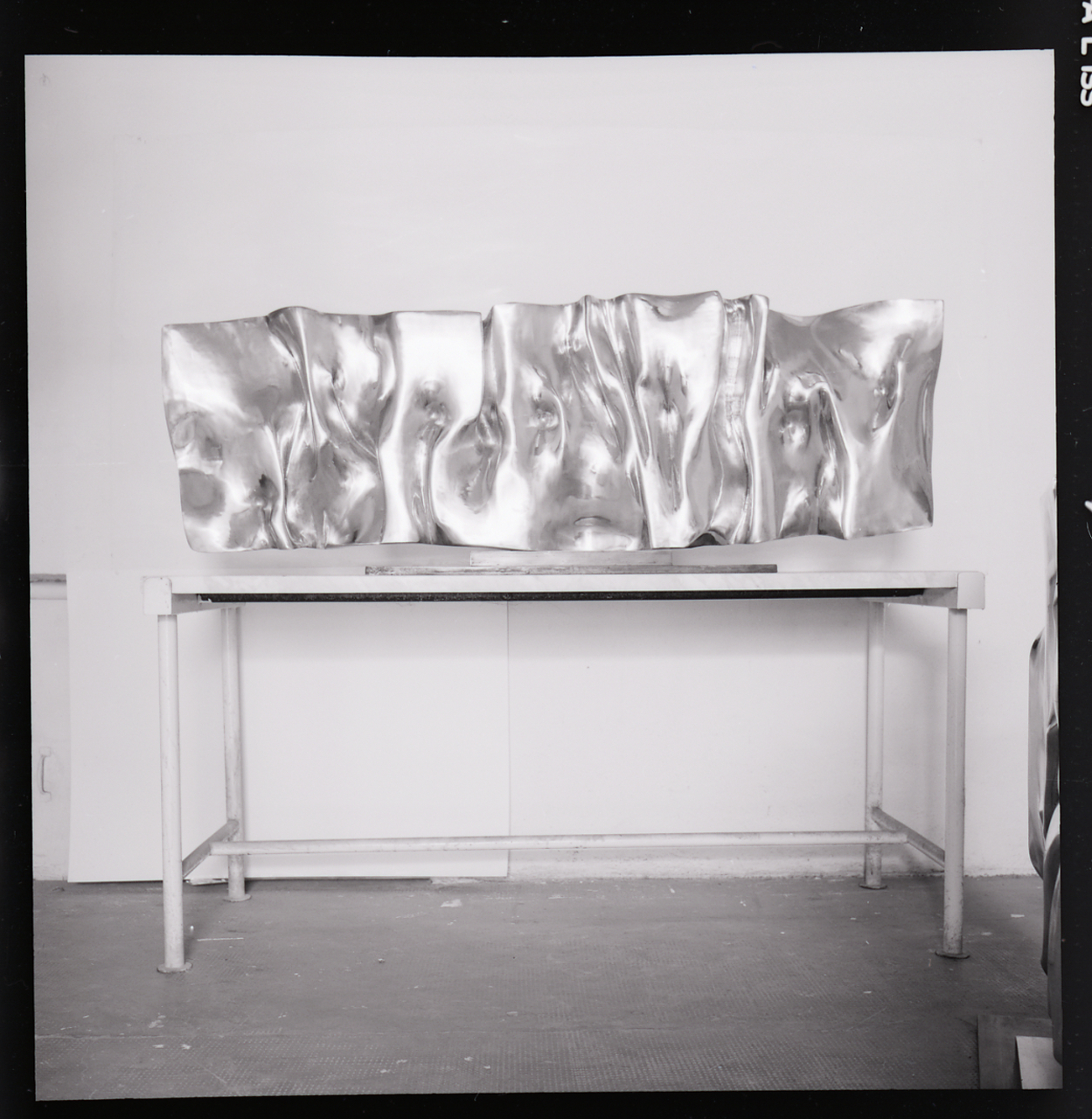
Escultura de Giò Pomodoro para la IX Quadriennale nacional de arte de Roma. Foto de Paolo Monti.

La Quadriennale nace en 1927 con la idea de concentrar en Roma la mejor producción de arte figurativa nacional, dejando a la Bienal de Venecia el desempeño de manifestaciones internacionales y a la Trienal de Milán el diseño industrial. Para el despegue de la iniciativa, es decisiva la figura de Cipriano Efisio Oppo, artista, escritor, diputado del Parlamento del Reino de Italia y secretario nacional del Sindicato de Bellas Artes, así como secretario general de las primeras cuatro ediciones de la manifestación romana, celebrada en el Palazzo delle Esposizioni, lugar que será sede de las oficinas y de las muestras del ente durante más de ochenta años, por lo que queda unida indefectiblemente a la Cuatrienal de Arte de Roma. La XVI Cuatrienal, prevista para octubre de 2012, fue anulada por falta de fondos.
En 2016 la Cuatrienal retoma sus actividades bajo la dirección de Franco Bernabè. La XVI edición, bajo el título "Otros tiempos, otros mitos", se inauguró por el presidente de la República Sergio Mattarella. Los artistas premiados durante esta edición fueron Rossella Biscotti y Husni-Bey Adelita.
La XVII edición de la Cuatrienal de Roma 2020 tiene por director a Umberto Croppi.

## Actividades
Sin de su nacimiento la Quadriennale ha ejercido una actividad a ciclo continuo, con muestras y publicaciones de arte, seminarios, investigación y documentación en el sector de las artes visuales italianas de hoy.

### Exposiciones
Las muestras de la Quadriennale de Roma se están ejercidas en el Palazzo delle Esposizioni de Roma, excepto donde indicado:

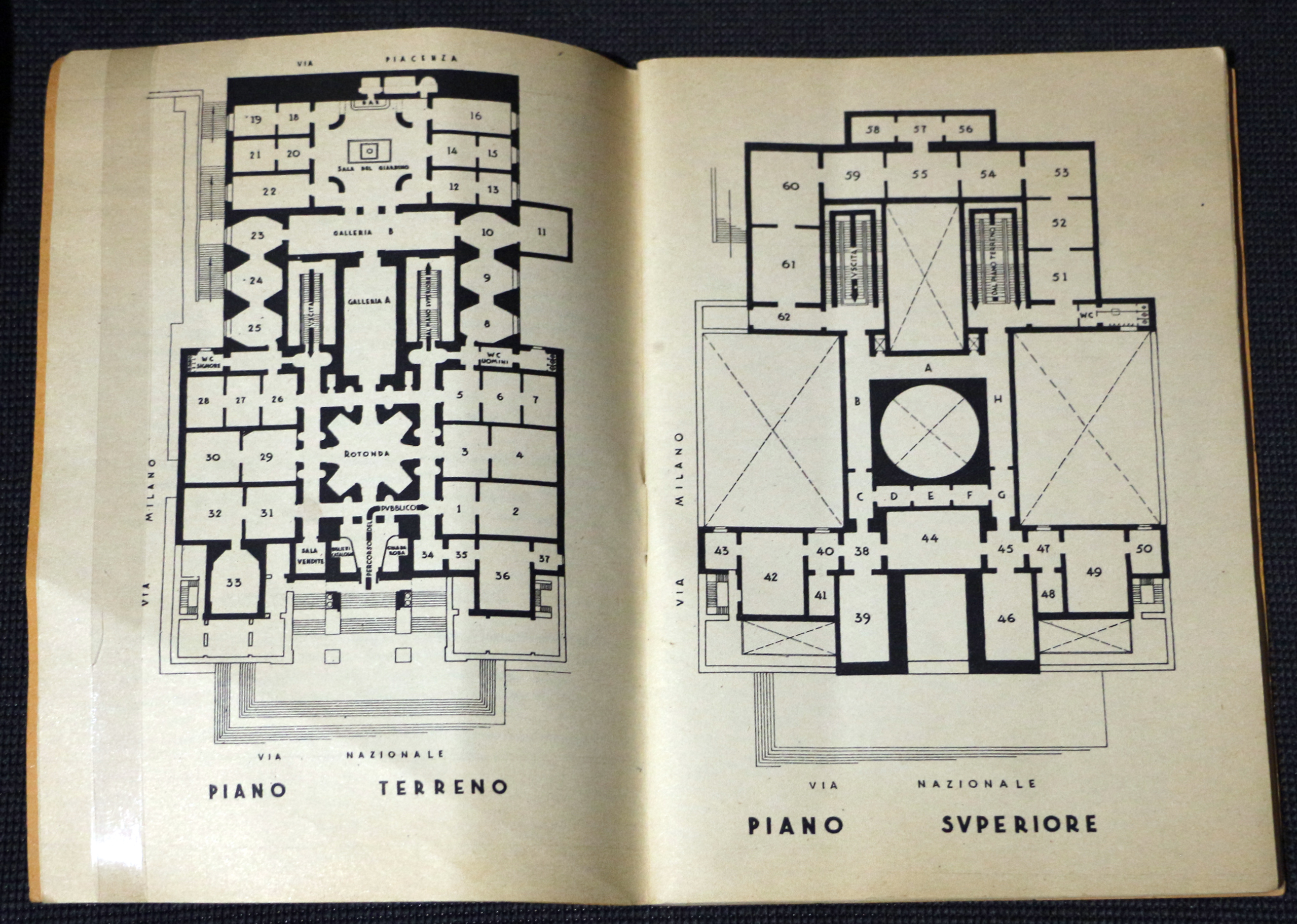
Plano de la segunda Quadriennale de arte nacional, Roma 1935

- I Cuatrienal de Roma (enero - junio 1931);
- II Cuatrienal de Roma (febrero - julio 1935);
- III Cuatrienal de Roma (febrero - julio 1939);
- IV Cuatrienal de Roma (mayo - julio 1943);
- V Cuatrienal de Roma, titulada "Rassegna nazionale delle arti figurative", Galería Nacional de Arte Moderno (marzo - mayo 1948);
- VI Cuatrienal de Roma (diciembre 1951 - abril 1952);
- VII Cuatrienal de Roma (noviembre 1955 - 1956);
- VIII Cuatrienal de Roma (diciembre 1959 - abril 1960);
- IX Cuatrienal de Roma (ottobre 1965 - marzo 1966);
- X Cuatrienal de Roma, articulada en 5 exposiciones:
  - Aspetti dell'arte figurativa contemporanea - Nuove ricerche d'immagine (noviembre - diciembre 1972);
  - Situazione dell'arte non figurativa (febbraio - marzo 1973);
  - La ricerca estetica dal 1960 al 1970 (mayo - junio de 1973);
  - La nuova generazione (marzo - abril de 1975);
  - Artisti stranieri operanti in Italia (junio - julio de 1977);
- XI Cuatrienal de Roma, Palazzo dei congressi, (mayo - agosto de 1986);
- XII Cuatrienal de Roma, articulada en 2 exposiciones:
  - Italia 1950-1990, Profili dialettica situazioni, profili (julio - septiembre de 1992).
  - Ultime generazioni, Palazzo delle Esposizioni e Estación de Roma Termini (septiembre - noviembre de 1996).
- XIII Cuatrienal de Roma:
  - Valori plastici, 1998-1999.
  - Proiezioni Duemila. Lo spazio delle arti visive nella civiltà multimediale, (junio - septiembre de 1999).
- XIV Cuatrienal de Roma:
  - Anteprima Napoli. Palacio Real de Nápoles, Nápoles (noviembre de 2003 - enero de 2004)
  - Anteprima Torino. Palazzo della Promotrice delle Belle Arti, Turín (enero - marzo de 2004)
  - Fuori Tema/Italian feeling Galería Nacional de Arte Moderno, Roma, (marzo - mayo de 2005).
- XV Cuatrienal de Roma (19 de julio de 2008 - 14 de septiembre de 2008).
- XVI Cuatrienal de Roma (16 de octubre de 2016 - 8 de enero de 2017).

### Archivo y biblioteca
Presso la sede de Villa Carpegna está abierto a la audiencia el Archivo Histórico-Biblioteca de la Fundación Quadriennale (ArBiQ), con un patrimonio documental sobre más de 13.500 artistas activas en Italia de los inicios de 1900 hasta hoy y con más que 25.000 publicaciones especializadas en las artes visuales modernas y contemporáneas. Desde 2007 la Biblioteca participa en la SBN, adherida al Polo de las Instituciones culturales de Roma.

## Otros proyectos
- Wikimedia Commons contiene immagini o altri file su Quadriennale di Roma

- Datos: Q2669814
- Multimedia: Quadriennale di Roma / Q2669814